# شوتا آراکی
شوتا آراکی (انگلیسی: Shuta Araki؛ زادهٔ ۱۱ سپتامبر ۱۹۹۹) بازیکن فوتبال اهل ژاپن است.
از باشگاه‌هایی که در آن بازی کرده‌است می‌توان به باشگاه فوتبال سرزو اوساکا اشاره کرد.